# Aaglander

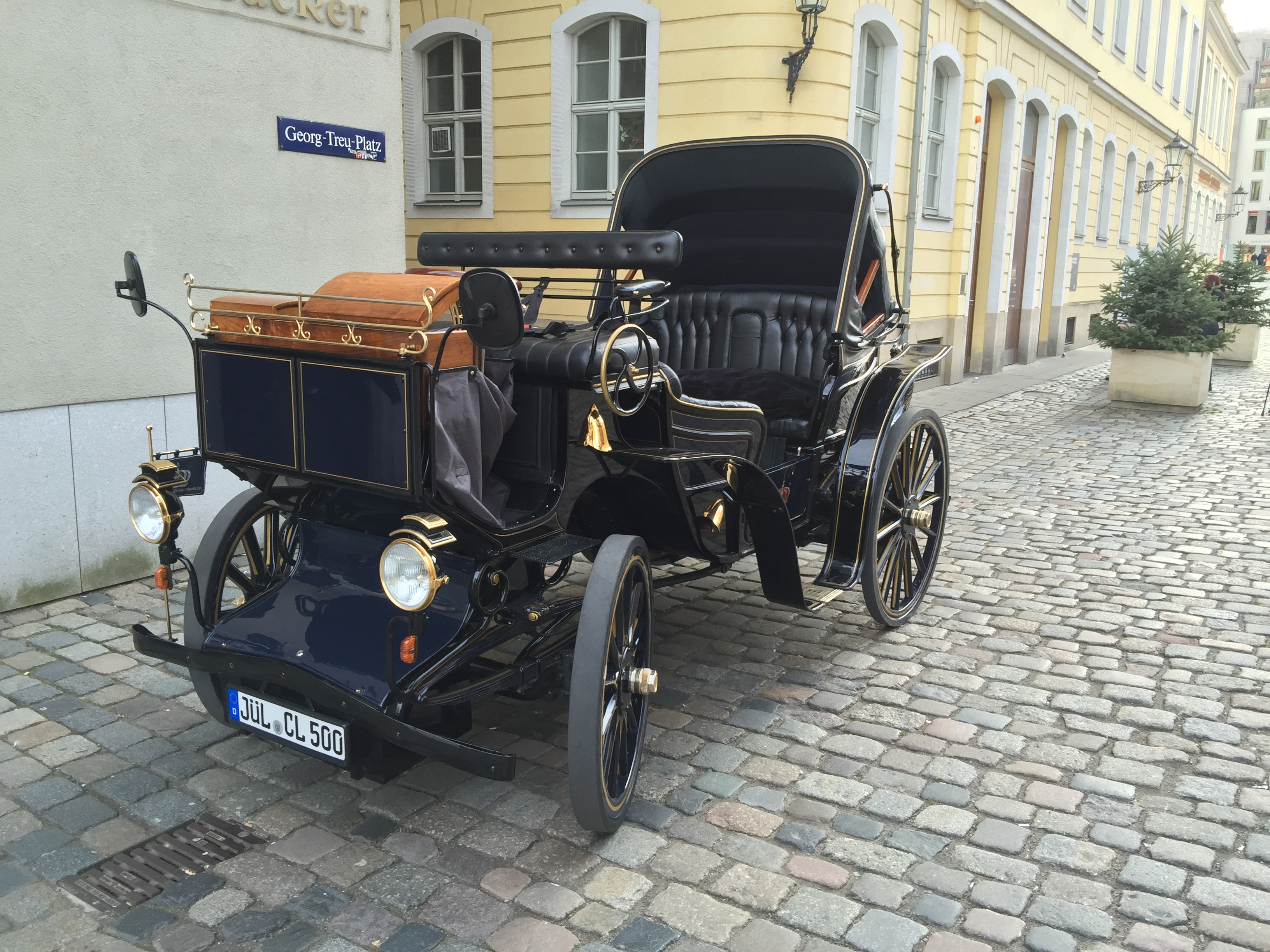
Aaglander Mylord

Aaglander – marka niemieckich samochodów w stylu retro, z początku XX wieku, wzorowanych na pierwszych modelach samochodów, produkowanych przez Aagland'sche Kutschhalterei GmbH & Co. KG. Została założona w 2003 roku, a produkcję rozpoczęto w 2004 roku.
W ofercie są dwa modele – dwumiejscowy Aaglander Duc i czteromiejscowy Aaglander Mylord. W obu wykorzystywane są elementy konstrukcji bryczki, np. koła, na których zamiast zwykłych opon są bandaże odlewanej gumy.

## Modele
- Aaglander Duc – mieści 2 osoby. Jest wyposażony w silnik diesel o objętości 900 cm³, mocy maksymalnej 15kW / 20 KM, prędkość maksymalna około 20 km/h[1].
- Aaglander Mylord – mieści 4 osoby. Jest wyposażony w silnik diesel o objętości 900 cm³, mocy maksymalnej 15 kW / 20 KM, prędkość maksymalna około 20 km/h[1].